# 正教会暦

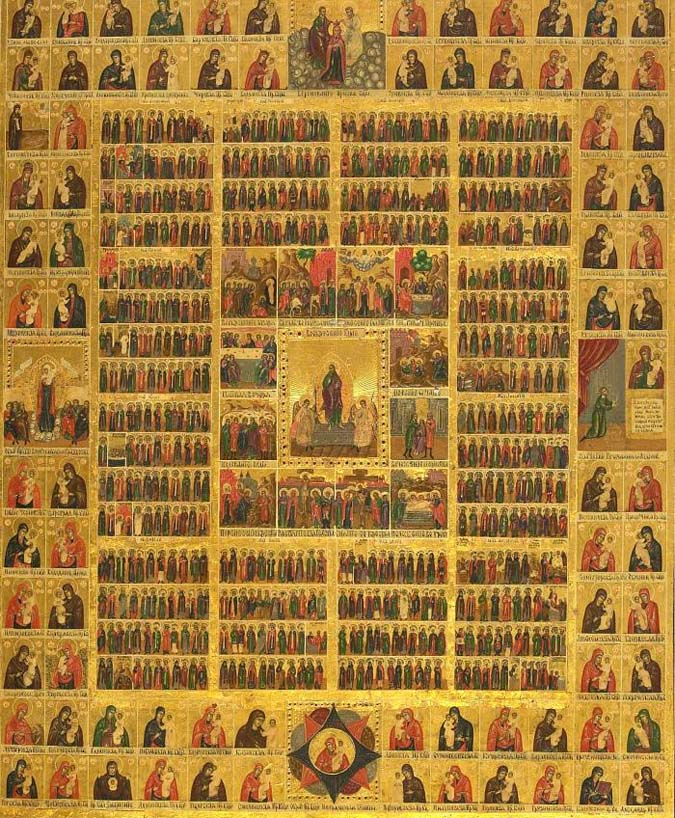
祭・斎（ものいみ）・聖人などといった、正教会暦において記憶される内容の一部が一枚にまとめられたイコン（18世紀 - 19世紀頃？ロシア）。中心に復活大祭、その周囲に復活大祭（パスハ）に連動する動暦に属する祭日・斎日。それを囲んで12ヶ月分の代表的な聖人達（全てではない）が配され、さらに外周部に生神女の各種イコン・祭日が配されている。

正教会暦（せいきょうかいれき、ギリシア語: Ορθόδοξο εορτολόγιο, ロシア語: Православный календарь, 英語: Eastern Orthodox liturgical calendar）とは、正教会で用いられる暦。正教徒の送る信仰生活における一定の生活様式の習得と保持といった役割や、正教会の生活における「時の成聖」の役割を担うほか、常に起きるかつて起きた出来事の今日的現実化をもたらす。
正教会暦に従い奉神礼が構成される。聖書の読む箇所、聖人や出来事の記憶日、主要な年間の祭日に関連する祭日・斎日（ものいみび）のルールにも関わっている。正教会暦は9月1日に始まる。
正教会暦は、復活大祭（パスハ）を中心とする周期を構成する動暦と、日にちで固定されている不動暦とで構成される。そのうち、祭日については、動暦に属するものは移動祭日(英語: Moveable Feasts)、不動暦に属するものは固定祭日(英語: Fixed Feasts)と呼ぶ。移動祭日は全て復活大祭に関わるものであり、復活大祭に応じて年毎に祝われる月日が変わる。他方、固定祭日は毎年同じ月日に祝われるものである。
聖人を記憶する祭などは、絶えず増補がなされている。正教会において正教会暦は固定化したものではなく、生きた聖伝を構成している。

## 意義
正教会暦には様々な意義があるが、主なものとして以下が挙げられる。
- 時の礼儀（時課など）に拠る祈りのパターンと並んで、正教徒の送る信仰生活における一定の生活様式の習得と保持といった役割を果たす[3]。
- 暦に沿って信仰生活を送ることで、神から分離し無意味に空虚に向かって過ぎていく「時」を、神と結びつけ意味あるものとして充実に向かって進むものにする「時の成聖」が行われる[4]。
- 教会暦において記憶されるのは、単に遠い古代に起きた出来事の追憶とは位置づけられない。ハリストス（キリスト）教徒ひとりひとりがハリストスを自分の為にこの世に身を取って現れた救い主として捉えていることから、ハリストスの生涯の全ての出来事が自分自身の体験として捉えられる。従って教会暦における設定された記憶日は、時間を超えた精神性の現実に正教徒を引き入れ、常に起きるかつて起きた出来事の今日的現実化をもたらす[5]。
  - このことは奉神礼における祈祷文に現れている。降誕祭には「今日ハリストスがウィフレエムに生まる」、復活大祭には「今日ハリストス死を滅ぼし、棺より復活す」と歌われる。過去に思いを馳せ、未来に期待を寄せて生活するのではなく、神と実際に「今日」そして「毎日」交わって生きるよう教会で教えられる[5]。

## 構造

### 基本構造
正教会の教会暦は動暦と、不動暦とで構成される。動暦は正教会の最大の祭りである復活大祭（パスハ）に連動するものであり、不動暦は動暦から奉神礼的枠組みと霊感において影響を受けている。
また、正教会暦には祭（まつり）と斎（ものいみ）が設定されている。

### 祭と斎

#### 概要
正教会暦において祭（まつり）と斎（ものいみ）とが設定されている。祭と斎は、成就と準備の関係にある。全ての祭に斎が設定され、祭が大きいものである場合、斎も大きなものとなる。その方法は一日断食するものとある特定の食品（肉、乳製品、鶏卵、魚など）を制限するものとがあり、後者がほとんどである。形式的な準備と形式的な成就とを通し、精神的に充実した斎、精神的に充実した祭を迎えることが信者に求められる。

#### 規模による祭の分類（十二大祭ほか）
祭は大祭、中祭、小祭の三種に分類され、その規模に応じた奉神礼が設定される。十二大祭はいずれの地域の正教会でも大祭として位置づけられ大きく祝われる。最大で別格の祭と位置付けられる復活大祭（パスハ）は、十二大祭には数えられない。
- 十二大祭
  - 移動祭日（動暦）
    - 聖枝祭、復活大祭（十二大祭に数えられない別格）、升天祭、五旬祭

  - 固定祭日（不動暦）
    - 生神女誕生祭、十字架挙栄祭、生神女進堂祭、主の降誕祭、神現祭、迎接祭、生神女福音祭、顕栄祭、生神女就寝祭

中祭、小祭については地域差があり、ある地域において重要な聖人（その地域に伝道を行った亜使徒など）については、他の地域では小祭として祝われるかもしくは特に祭日として位置づけられていなくとも、その地域では特別に大きく祝われることがある。

### 動暦
| 2012年 | 4月15日 |
| 2013年 | 5月5日  |
| 2014年 | 4月20日 |
| 2015年 | 4月12日 |
| 2016年 | 5月1日  |
| 2017年 | 4月16日 |
| 2018年 | 4月8日  |
| 2019年 | 4月28日 |
| 2020年 | 4月19日 |

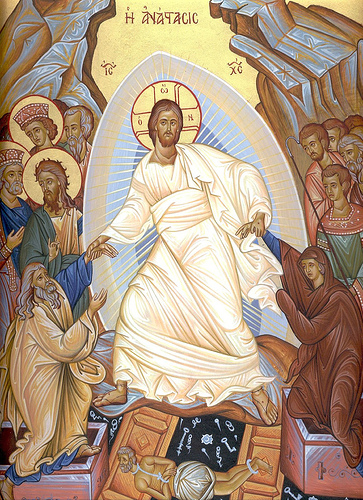
正教会で最大の祭である復活大祭（パスハ）のイコン（ハリストスの地獄降り）。動暦は復活大祭を基準にしている。

動暦は復活大祭（パスハ）を基準として構成される。動暦に属する祭日は移動祭日と呼ばれる。その名の通り、動暦に属する祭日は、年によって祝う日にちが異なる復活大祭に連動して、日にちが移動する。たとえば聖枝祭は復活大祭の1週間前、五旬祭は復活大祭の50日後の主日（日曜日）に祝われる。正教会（東方教会）と西方教会の復活祭の日にちは、異なることが多いが同じ日に重なることもある。
祭日（さいじつ）だけではなく、復活大祭に備える大斎も連動して設定される。また、八調経を用いた週ごとに設定される奉神礼も、復活大祭に連動している。
復活大祭に連動する祭（まつり）・斎（ものいみ）として、以下が挙げられる。
- 大斎準備期間
- 大斎期
- 聖枝祭
- 受難週
- 復活大祭（パスハ）
- 光明週間
- 復活祭期
- 昇天祭
- 五旬祭
- 衆聖人の主日（五旬祭後第一主日） - この翌日より首座使徒ペトル・パウェル祭まで「使徒の斎」を行う。

祈祷書の面では、動暦には三歌経（三歌斎経と五旬経）と八調経が連動する。

### 不動暦

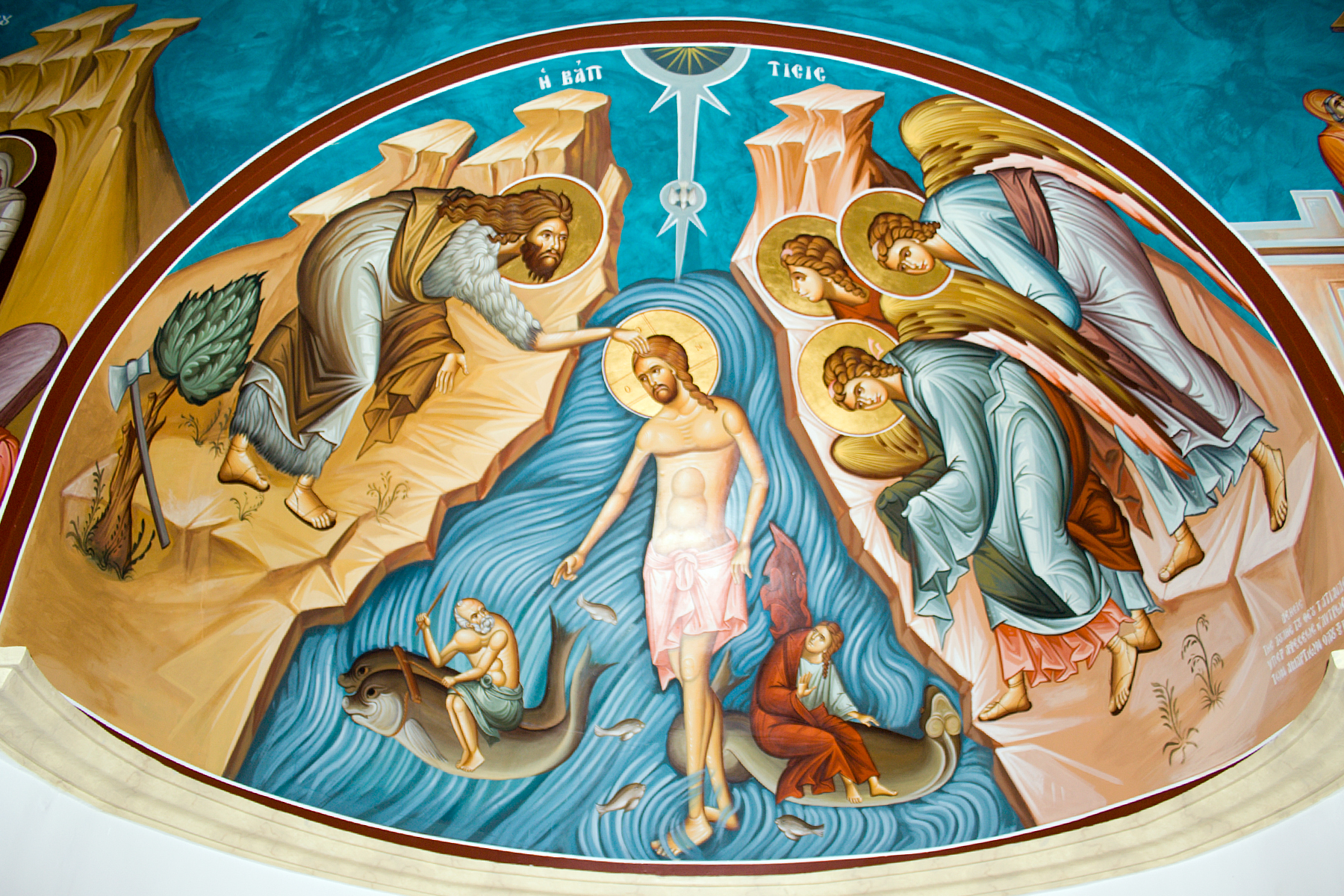
神現祭の壁画イコン（ヨルダン川河畔にある前駆授洗イオアン教会）

不動暦は日付で固定されている。正教会暦は9月に始まるため、以下、不動暦に属する祭（固定祭日）のうち、大祭と、多くの教会で中祭として祝われるものを、9月にある生神女誕生祭から挙げていく。二つの日付のうち、左側はユリウス暦を使用する正教会における日付、右側は修正ユリウス暦を使用する正教会における日付（#ユリウス暦と修正ユリウス暦も参照）。
- 生神女誕生祭（9月21日 / 9月8日）
- 十字架挙栄祭（9月27日 / 9月14日）
- 生神女庇護祭（10月14日 / 10月1日）
- 生神女進堂祭（12月4日 / 11月21日）
- 主の降誕祭（1月7日 / 12月25日） - 降誕祭前の斎が聖フィリップの記憶日（11月27日 / 11月14日）から設定されている。
- 主の割礼祭（1月14日 / 1月1日）
- 神現祭（主の洗礼祭）（1月19日 / 1月6日）
- 主の迎接祭（2月15日 / 2月2日）
- 日本の亜使徒聖ニコライ祭（2月16日） - 日本正教会で大祭。
- 生神女福音祭　（4月7日 / 3月25日） - 年により大斎の最中に祝われるが、このときには大斎中であっても、魚がゆるされる。
- 前駆授洗イオアン誕生祭（7月7日 / 6月24日）
- 首座使徒ペトル・パウェル祭（7月12日 / 6月29日） - 使徒の斎が衆聖人の主日から設定されている。
- 主の顕栄祭（8月19日 / 8月6日）
- 生神女就寝祭（8月28日 / 8月15日） - 生神女就寝祭の斎が衆聖人の主日から設定されている。
- 前駆授洗イオアン斬首祭（9月11日 / 8月29日）

## ユリウス暦と修正ユリウス暦

### ユリウス暦とグレゴリオ暦のズレ
1923年まで、全正教会はユリウス暦を使用していた。
ユリウス暦を使用する正教会では、20世紀および21世紀にはグレゴリオ暦と13日のずれが生じている。例えば、20世紀および21世紀には、ユリウス暦の12月25日は、グレゴリオ暦において1月7日に相当する。従って、21世紀現在、ユリウス暦を使用する正教会では、グレゴリオ暦の1月7日に降誕祭が祝われる。
ユリウス暦上の表示は「12月25日」であり、時が経てばこのずれはさらに拡大することになるので、「ユリウス暦を使用する正教会では降誕祭は1月7日」という表現は、21世紀現在においては誤りではないにせよ、厳密には正確ではない。

### 修正ユリウス暦
グレゴリオ暦が、教会以外の世俗的な領域では東欧・東地中海地域などの正教会が優勢な地域でも導入されていく中、1923年以降、修正ユリウス暦と呼ばれる暦をいくつかの教会が採用した。その計算方法の特徴から2800年まではグレゴリオ暦とのズレが発生しないようになっている。従って、降誕祭などの固定祭日は、グレゴリオ暦の12月25日に祝われる。
この暦は1暦年平均365.242222日で、「約4万3500年に1日」の割合で暦と季節がずれる。1暦年平均365.2425日、暦と季節とのずれは「約3320年で1日」のグレゴリオ暦より精度がよい計算である（詳細は閏年の項参照）。
ただし、太陽に関係する暦については修正ユリウス暦を受け入れた教会も、月齢に関係する部分については依然としてユリウス暦を使用しており、復活大祭とそれに関係して移動する祭日の計算結果は、ユリウス暦使用教会と同様のものとなっている（ただし、フィンランド正教会とエストニア使徒正教会のみはグレゴリオ暦を使用）。
また、修正ユリウス暦に反対する意見も正教会には根強く存在する。ユリウス暦を使用する一派を形成する教会・修道院もあり、特にギリシャにおける反対派をギリシャ旧暦派と呼ぶ。

### 旧暦・新暦それぞれの使用教会
| 使用している暦 | 教会 |
| ユリウス暦     | エルサレム総主教庁、アトス山（コンスタンディヌーポリ総主教庁管掌だが、ユリウス暦を使用）、グルジア正教会、ロシア正教会、セルビア正教会、日本ハリストス正教会、ウクライナ正教会 (モスクワ総主教庁系)、各地の旧暦派正教会 |
| 修正ユリウス暦 | コンスタンディヌーポリ総主教庁、アレクサンドリア総主教庁、アンティオキア総主教庁、ギリシャ正教会、キプロス正教会、ルーマニア正教会、ポーランド正教会、ブルガリア正教会、アメリカ正教会                                  |
| グレゴリオ暦   | フィンランド正教会、エストニア正教会 |